# Wydział Edukacji Artystycznej i Kuratorstwa Uniwersytetu Artystycznego im. Magdaleny Abakanowicz w Poznaniu
Wydział Edukacji Artystycznej i Kuratorstwa Uniwersytetu Artystycznego im. Magdaleny Abakanowicz w Poznaniu – jeden z dziesięciu wydziałów Uniwersytetu Artystycznego im. Magdaleny Abakanowicz w Poznaniu. Jego siedziba znajduje się przy Al. Marcinkowskiego 29 w Poznaniu. Powstał w 1995 r.

## Struktura
- Katedra Historii Sztuki i Filozofii
- Katedra Kuratorstwa i Teorii Sztuki
- Katedra Interdyscyplinarna

## Kierunki studiów
- Edukacja artystyczna w zakresie sztuk plastycznych
- Kuratorstwo i teorie sztuki

## Władze
- Dziekana: dr. Justyna Ryczek, ad.
- Prodziekana: dr. Magdalena Kleszyńska, ad.[2]